# Jean Ier (dauphin d'Auvergne)
Pour les articles homonymes, voir Jean Ier.
Jean Ier, né vers 1280 et mort le 10 mars 1351, est le 6e dauphin d'Auvergne (1324-1351).
Il est aussi connu sous le nom de Jean Ier d'Auvergne dit Dauphinet, Jean seigneur  de Mercœur et Jean Ier comte d'Auvergne. En 1324, il est  connu sous le nom de Jean comte  de Clermont.

## Biographie
Jean Ier est le fils du dauphin Robert IV et d'Alix de Mercœur. Le 27 mai 1313, il épouse Anne de Poitiers-Valentinois (v. 1289 - 17 août 1351), veuve d'Henri, comte de Rodez,.
De ce mariage, sont issus :
- Béraud Ier, 7e dauphin d'Auvergne ;
- Amé/Amédée, † 1361, seigneur de Rochefort, qui épouse Isabeau de La Tour, fille de Bertrand (V) et d'Isabelle de Lévis : d'où Béraud, † 1384, sans doute marié vers 1373 à Agnès de Bellefaye ;
- Jean ;
- Isabeau, épouse de Guy, seigneur de Chalencon : parents de Guillaume II de Chalencon qui épousera Walpurge de Polignac, d'où la succession de la Maison de Polignac à partir de 1421/1464 ;
- Hugues ? ;
- Marguerite ? (elle aurait épousé Godefroy d'Auvergne de Montgascon ; comme pour Hugues qu'on vient de voir, il semble qu'il y ait une confusion avec les enfants de Béraud Ier ; le père Anselme et Moréri (dauphin Jean, p. 653 du Grand Dictionnaire historique, t. Ier, 1718, colonne de droite) les indiquent comme enfants du dauphin Jean, mais le site MedLands (dauphin Béraud Ier)comme ceux de son fils le dauphin Béraud, ce qui convient mieux chronologiquement, Marguerite ayant épousé Godefroy en 1364, donc aux alentours des dates de mariage des autres enfants de Béraud Ier)

Il rédige son testament en 1340.